# Funafuti
Funafuti es un atolón que forma la capital de Tuvalu, y a la vez es el centro económico del país. Tiene una población de 6194 habitantes, por lo que es el atolón más poblado del país. Es una estrecha franja de tierra que mide entre 20 y 400 metros de ancho, rodeando una gran laguna de 18 kilómetros de largo y 14 de ancho. Con una superficie de 275 km², es la laguna más grande de Tuvalu. La superficie de los 33 islotes es de 2,4 km, menos del 1% del área total del atolón.
Desde Funafuti se exportan copra y otros frutos tropicales. El atolón carece de recursos naturales, por lo que los habitantes de la zona dependen de la agricultura de subsistencia y la pesca.

## Etimología
Según un reporte publicado en 1896, el nombre Funafuti significa "la tierra del Fetau", nombre local del Calophyllum inophyllum, único árbol autóctono de la isla. Una leyenda local cuenta que el nombre proviene del tuvaluano funa, "mujer" y Futi, "banana", nombre de una de las dos esposas de Telematua, ancestro de los habitantes de la isla venido de Samoa.

## Historia

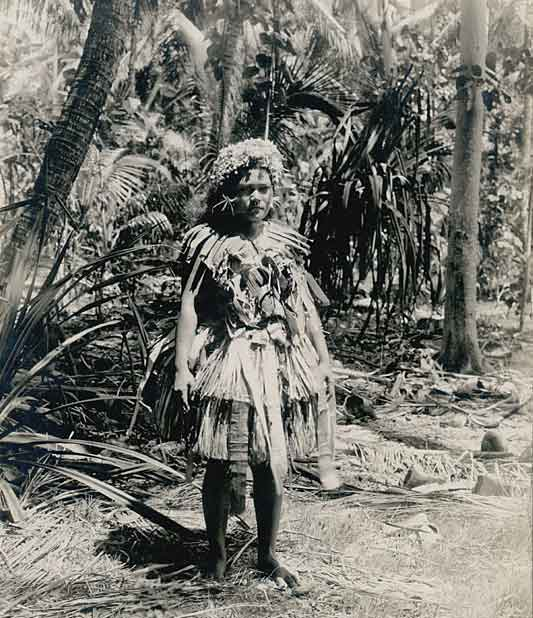
Mujer en Funafuti. Fotografía de Harry Clifford Fassett (1900).

El ancestro fundador de Funafuti es descrito como proveniente de Samoa.
El primer europeo en visitar Funafuti fue Arent Schuyler de Peyster, de Nueva York, capitán del bergantín Rebecca, que navegaba bajo bandera británica. Arent Schuyler de Peyster navegó a través del sur de Tuvalu en mayo de 1819, divisando Funafuti, la cual nombró como Isla Ellice, en honor a un político inglés, Edward Ellice, miembro del Parlamento por Coventry y dueño de la carga de Rebecca.
La Expedición Exploratoria de los Estados Unidos, bajo la dirección de Charles Wilkes, visitó Funafuti en 1841. Los Estados Unidos reclamaron Funafuti bajo la Ley de Islas Guaneras del siglo XIX hasta que un tratado de amistad fue firmado en 1979, teniendo efecto desde 1983.
Alfred Restieaux fue un comerciante en Funafuti desde julio de 1881 hasta fines de la década. En 1892 el capitán Davis del HMS Royalist informó de actividades comerciales en cada una de las islas visitadas. El capitán identificó a John (también conocido como Jack) O'Brien como uno de los comerciantes en Funafuti.
En 1894, el conde Rudolph Festetics de Tolna, su esposa Elia (apellido de soltera Haggin) y su hija Blance Haggin visitaron Funafuti a bordo del yate Le Tolna. El conde pasó varios días fotografiando hombres y mujeres de la localidad.
Las perforaciones en Funafuti, en el lugar que actualmente es denominado Taladro de David, son el resultado de perforaciones realizadas por la Sociedad Real de Londres con el fin de investigar si los rastros de organismos de aguas poco profundas se pueden encontrar en la profundidad del coral. Las perforaciones se realizaron en 1896, 1897 y 1898. El profesor Edgeworth David de la Universidad de Sídney fue miembro de la expedición en 1896 y lideró la expedición de 1897. Los fotógrafos de las expediciones registraron personas, comunidades y escenas de Funafuti.
Harry Clifford Fassett, secretario del capitán y fotógrafo, registró diversas personas y escenas de Funafuti durante una visita del USFC Albatross cuando la Comisión Pesquera de los Estados Unidos estaba realizando investigaciones hidrográficas en 1900.
La Oficina Postal de Funafuti fue inaugurada alrededor de 1911.
Se estima que la población de Funafuti entre 1860 y 1900 era de alrededor de 280 a 300 habitantes.
En 1972 Funafuti estuvo dentro de la trayectoria del Ciclón Bebe. Fue un ciclón tropical que impactó a las islas Gilbert, Ellice y Fiyi. Avistado por primera vez el 20 de octubre, el sistema se intensificó y ganó tamaño hasta el 22 de octubre. El ciclón sumergió a Funafuti, eliminando el 90% de las estructuras de la isla. Las fuentes de agua para el consumo humano fueron contaminadas como producto de la fuerza de la tormenta y la inundación de las fuentes de agua fresca.
El 28 de octubre de 1981 finalizó la construcción de un muelle en la orilla occidental en el norte de Fongafale. Antes de esa fecha, la carga debía ser llevada en botes o balsas hasta Funafuti.

## Geografía

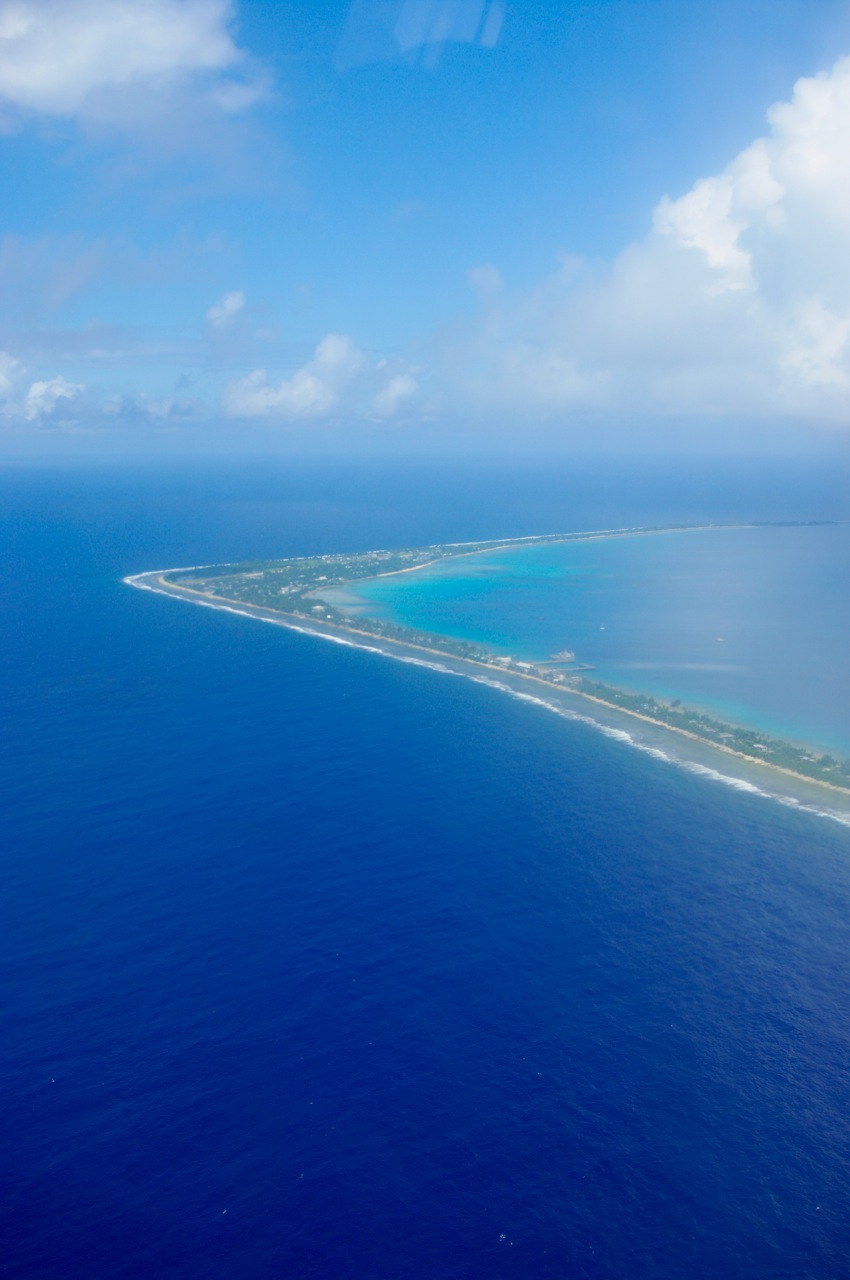
Vista aérea de Fongafale, atolón de Funafuti, mirando hacia el sur.

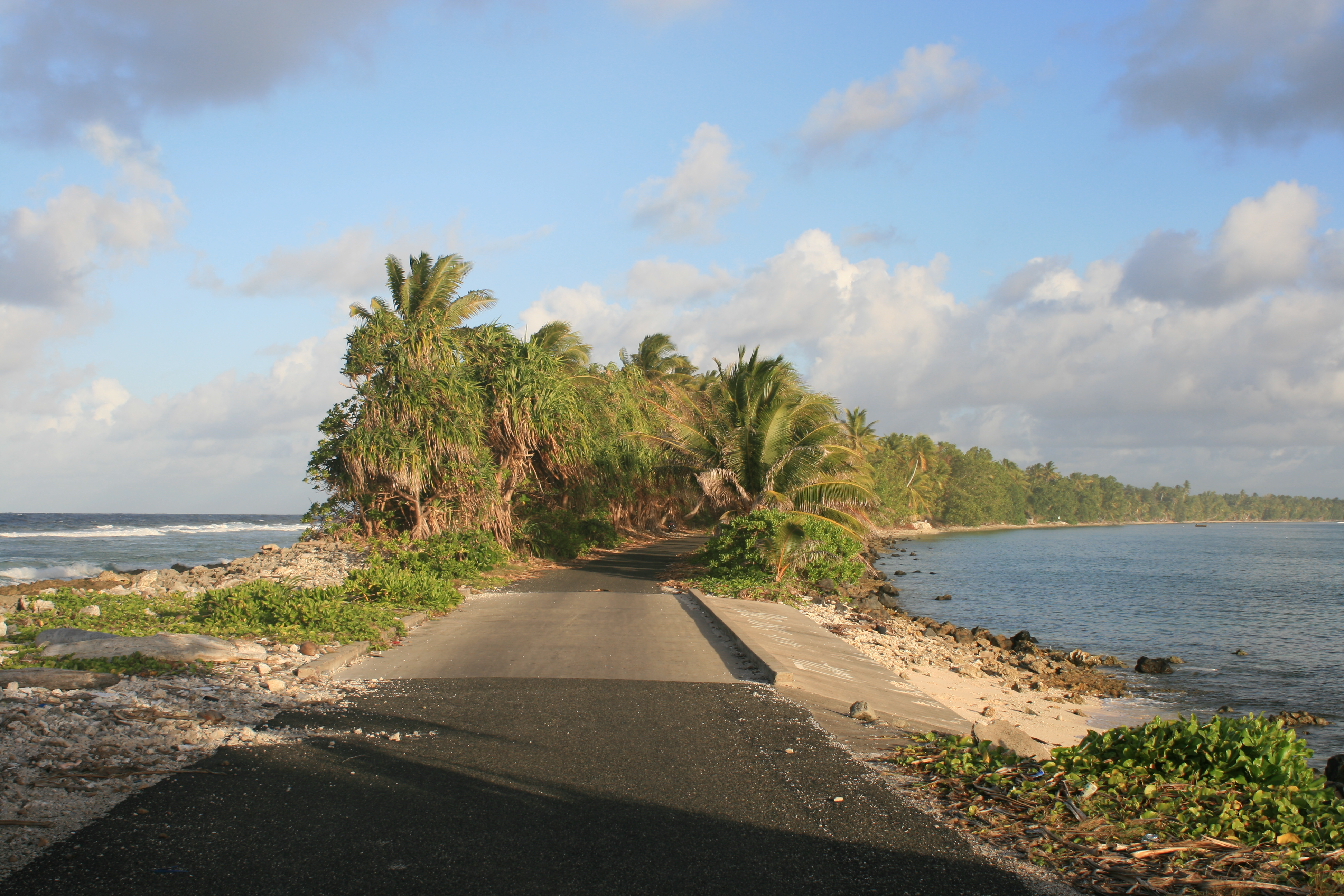
Fongafale, atolón de Funafuti, mirando hacia el sur.

Funafuti es un atolón que consta de aproximadamente 30 islas, estas rodean a la mayor laguna de Tuvalu. Funafuti se ha descrito comúnmente como una "cabeza" en su vista desde el espacio exterior, su superficie terrestre mayor se considera como la parte frontal de supuesta cabeza, y la zona menor y más virgen como la cervical.
Existen al menos 33 islas reconocidas en el atolón. La mayor es Fongafale, seguida por Funafala. Al menos tres islas están habitadas: Fongafale, Funafala en el sur, y Amatuku en el norte.
| - Amatuku - Avalau - Falaoigo - Fale Fatu (o Falefatu) - Fatato - Fongafale - Fuafatu - Fuagea - Fualefeke (o Fualifeke) - Fualopa - Funafala | - Funamanu - Luamotu - Mateiko - Motugie - Motuloa - Mulitefala - Nukusavalevale - Paava - Papa Elise (o Funangongo) - Pukasavilivili - Teafuafou | - Tefala - Tefota - Telele - Tegako (península de la isla de Fongafale) - Tegasu - Tepuka - Tepuka Savilivili - Tutaga - Vasafua - Y otras islas vírgenes |

### Laguna
La laguna (TeNamo en tuvaluano) del atolón Funafuti tiene una longitud norte-sur de 24,5 km, y una longitud este-oeste de 17,5 km, con un área de 275 km², convirtiéndola en la mayor laguna de Tuvalu. Posee hasta 52 metros de profundidad, pero posee varias rocas sumergidas y arrecifes que se encuentran hasta sólo 6 metros por debajo de la superficie.

### Pasajes
El atolón posee varios pasajes con diferentes grados de navegabilidad que llevan al interior de la laguna. Los pasos están ordenados en sentido horario, comenzando al sur del islote Fongafale. Los dos primeros separan claramente la parte sur del atolón Funafuti del resto.
- Te Ava Pua Pua, con una profundidad mínima de 12,7 metros, entre los islotes de Funamanu por el norte y Fale Fatu por el sur.
- Te Ava Fuagea, también conocido como Ava Amelia, es un pasaje profundo y estrecho en el borde sudoccidental del atolón, de 18,3 metros de profundidad y 160 de ancho, separando la parte sur del atolón por el oeste, al sur del pasaje Te Ava Papa y el islote norteño de Fuafatu, y al norte del islote de Vasafua.
- Te Ava Papa, justo al norte de Te Ava Fuagea.
- Te Ava Kum Kum, en la mitad de la orilla occidental, al sur de Te Ava Tepuka Vili, entre los islotes de Tepuka Vili Vili por el norte y Fualopa por el sur.
- Te Ava Tepuka Vili, un canal profundo y estrecho, entre los islotes de Tepuka por el norte y Tepuka Vili Vili por el sur.
- Te Ava Tepuka y Te Avua Sari son dos pasos vecinos ubicados en el nordeste, entre los islotes de Te Afualiku por el nordeste y Tepuka por el suroeste.
- Te Ava i te Lape es la entrada favorita a la laguna, aunque posee una profundidad de sólo 5,8 metros, y un ancho de apenas 500 metros. Se encuentra en el norte, entre los islotes de Pava por el este y Te Afualiku por el oeste.

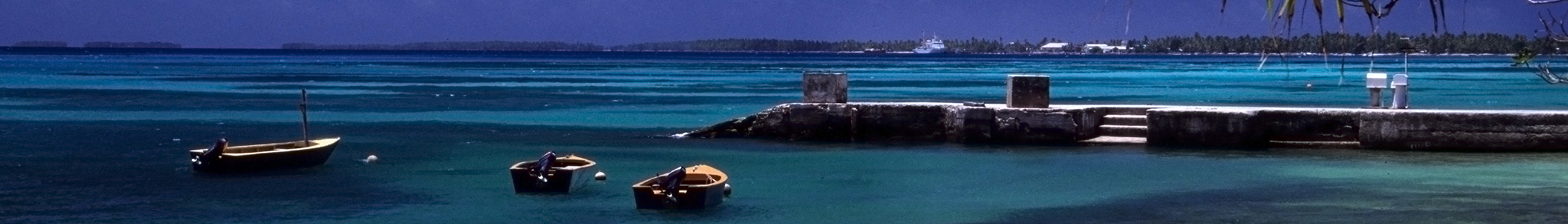
Vista de una playa en Funafuti.

## Climatología
Funafuti posee un clima tropical lluvioso, caracterizado por temperaturas altas y precipitación muy alta durante todo el año.
| Parámetros climáticos promedio de Funafuti   | Parámetros climáticos promedio de Funafuti | Parámetros climáticos promedio de Funafuti | Parámetros climáticos promedio de Funafuti | Parámetros climáticos promedio de Funafuti | Parámetros climáticos promedio de Funafuti | Parámetros climáticos promedio de Funafuti | Parámetros climáticos promedio de Funafuti | Parámetros climáticos promedio de Funafuti | Parámetros climáticos promedio de Funafuti | Parámetros climáticos promedio de Funafuti | Parámetros climáticos promedio de Funafuti | Parámetros climáticos promedio de Funafuti | Parámetros climáticos promedio de Funafuti |
| Mes                                          | Ene.                                       | Feb.                                       | Mar.                                       | Abr.                                       | May.                                       | Jun.                                       | Jul.                                       | Ago.                                       | Sep.                                       | Oct.                                       | Nov.                                       | Dic.                                       | Anual                                      |
| -------------------------------------------- | ------------------------------------------ | ------------------------------------------ | ------------------------------------------ | ------------------------------------------ | ------------------------------------------ | ------------------------------------------ | ------------------------------------------ | ------------------------------------------ | ------------------------------------------ | ------------------------------------------ | ------------------------------------------ | ------------------------------------------ | ------------------------------------------ |
| Temp. máx. media (°C)                        | 30.7                                       | 30.8                                       | 30.6                                       | 31                                         | 30.9                                       | 30.6                                       | 30.4                                       | 30.4                                       | 30.7                                       | 31                                         | 31.2                                       | 31                                         | 30.8                                       |
| Temp. mín. media (°C)                        | 25.5                                       | 25.3                                       | 25.4                                       | 25.7                                       | 25.8                                       | 25.9                                       | 25.7                                       | 25.8                                       | 25.8                                       | 25.7                                       | 25.8                                       | 25.7                                       | 25.7                                       |
| Precipitación total (mm)                     | 413.7                                      | 360.6                                      | 324.3                                      | 255.8                                      | 259.8                                      | 216.6                                      | 253.1                                      | 275.9                                      | 217.5                                      | 265.5                                      | 275.9                                      | 393.9                                      | 3512.6                                     |
| Días de lluvias (≥ )                         | 20                                         | 19                                         | 20                                         | 19                                         | 18                                         | 19                                         | 19                                         | 18                                         | 16                                         | 18                                         | 17                                         | 19                                         | 222                                        |
| Horas de sol                                 | 179.8                                      | 159.6                                      | 186                                        | 201                                        | 195.3                                      | 201                                        | 195.3                                      | 220.1                                      | 210                                        | 232.5                                      | 189                                        | 176.7                                      | 2346.3                                     |
| Humedad relativa (%)                         | 82                                         | 82                                         | 82                                         | 82                                         | 82                                         | 82                                         | 83                                         | 82                                         | 81                                         | 81                                         | 80                                         | 81                                         | 81.7                                       |
| Fuente: wetterkontor.de 13 de agosto de 2013 |                                            |                                            |                                            |                                            |                                            |                                            |                                            |                                            |                                            |                                            |                                            |                                            |                                            |

## Demografía
En el atolón de Funafuti viven en total 4492 personas (2281 hombres y 2211 mujeres) y existen 639 viviendas. Existen 9 villas en todo el atolón. La población de ellas, de acuerdo al censo de población de 2002, es la siguiente:

### Centro de Fongafale
- Fakaifou: 1007 habitantes
- Senala: 589 habitantes
- Alapi: 1024 habitantes
- Vaiaku: 516 habitantes

### Resto de Fongafale
Incluye la península de Tengako en el norte
- Lofeagai: 399 habitantes
- Teone: 540 habitantes
- Tekavatoetoe: 343 habitantes

### Funafala
- Funafala: 10 habitantes

### Amatuku
- Amatuku: 30 habitantes

## Fongafale

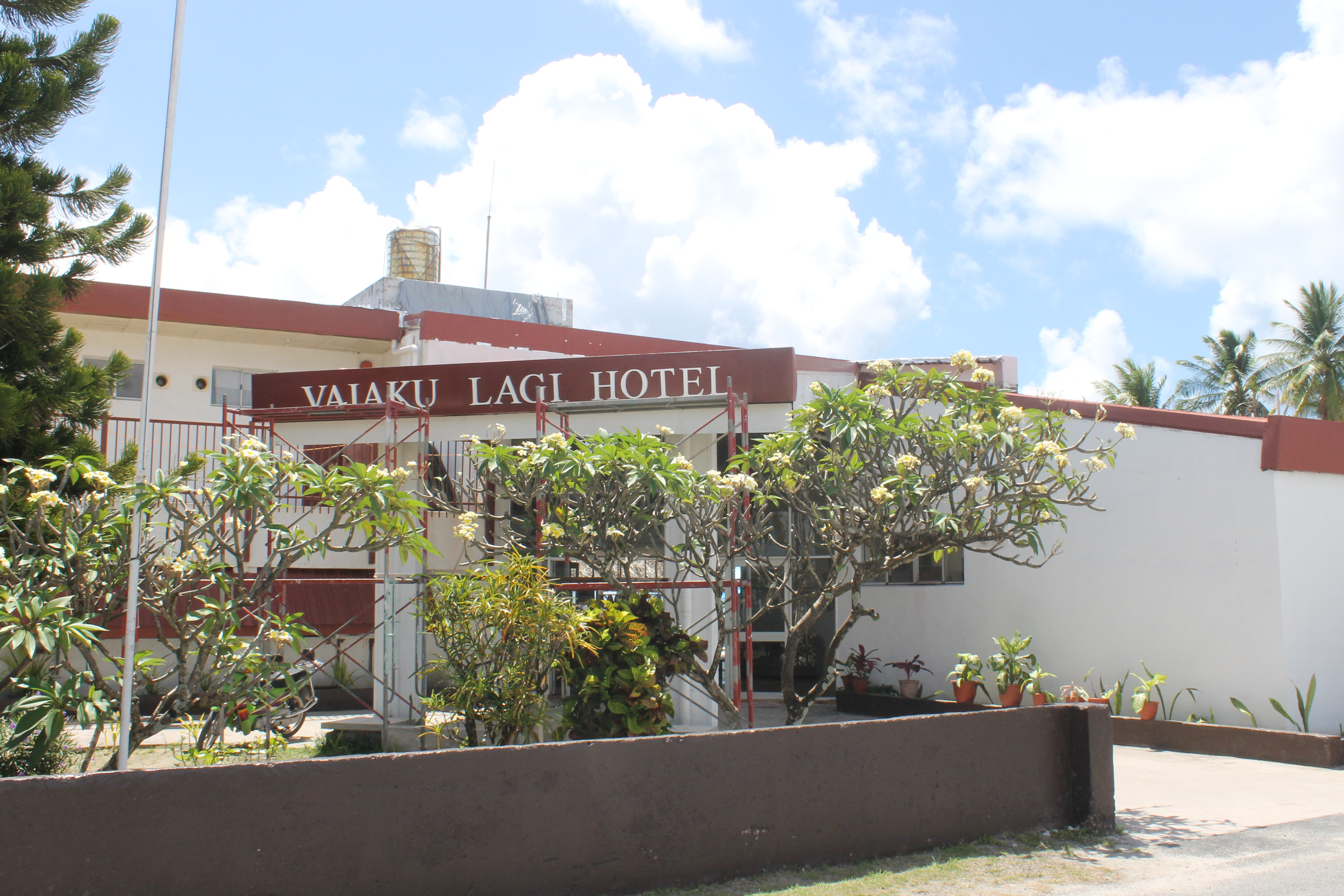
Vaiaku Lagi Hotel.

La isla más grande del atolón es Fongafale. Alberga cuatro villas y lugares de encuentro para la comunidad. Tausoalima Falekapule es la casa de reunión tradicional en Funafuti - Tausoalima significa "mano de amistad" y Falekapule significa "centro de reunión tradicional de la isla". También se encuentra en Fongafale el Vaiaku Lagi Hotel y otras casas de huéspedes, así como también existen hogares y viviendas particulares, construidas de manera tradicional, principalmente de hojas de palma, aunque también existen construcciones modernas hechas con bloques de cemento.
El edificio más prominente en el atolón Funafuti es el Fetu Ao Lima de la Iglesia de Tuvalu. Otros sitios de interés son los restos de aeronaves que se estrellaron en Funafuti durante la Segunda Guerra Mundial. La pista de aterrizaje fue construida durante dicha guerra y actualmente es el Aeropuerto Internacional de Funafuti, que sirve como lugar de aterrizaje para los vuelos provenientes desde Fiyi así como también es usado como centro deportivo y recreativo.

## Administración

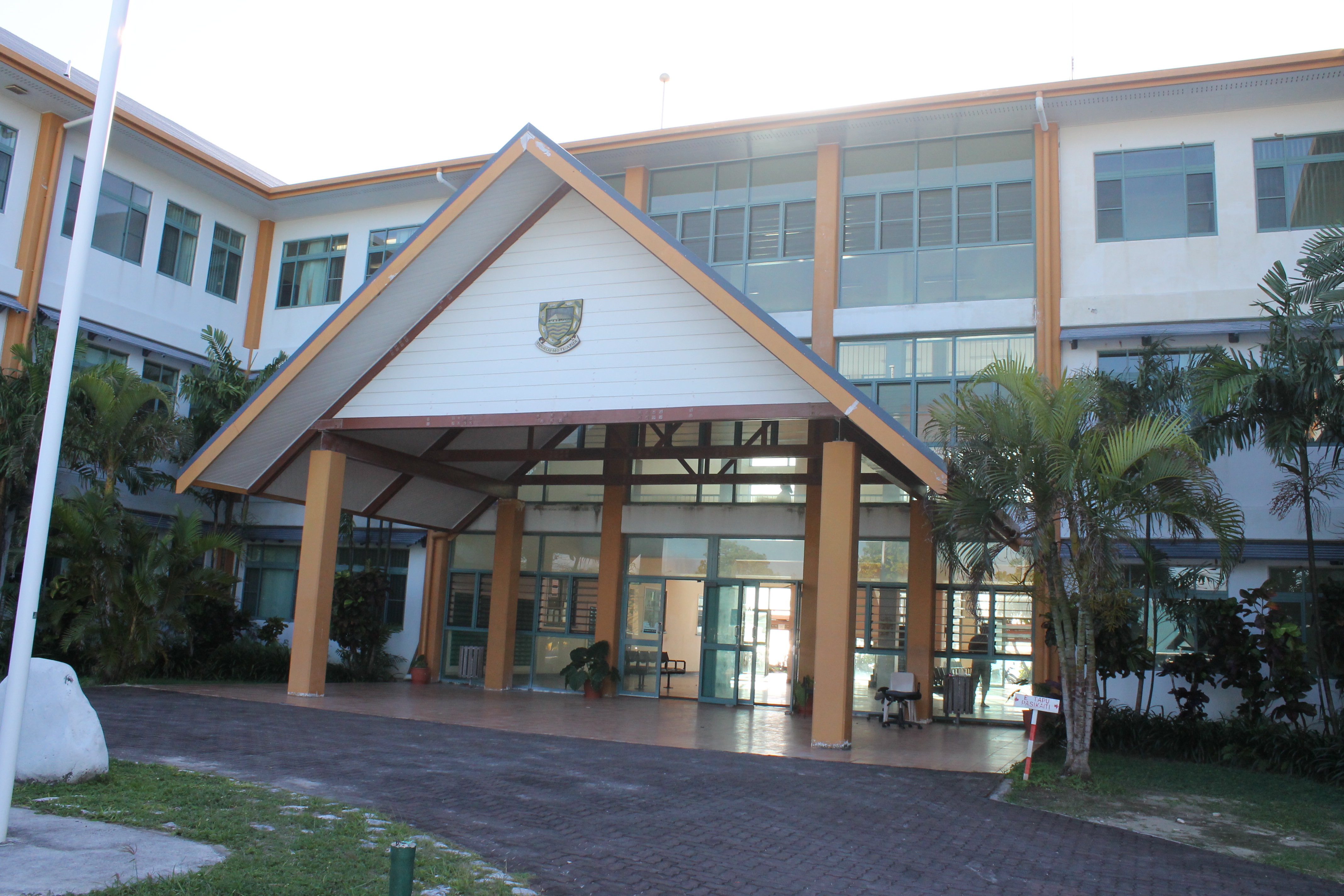
Edificio del Gobierno de Tuvalu.

Funafuti, al ser la capital de Tuvalu, es sede de los poderes administrativos. El Parlamento de Tuvalu (Palamene o Tuvalu en tuvaluano) está ubicado en Fongafale junto con departamentos del gobierno y agencias gubernamentales, incluyendo la Oficina Filatélica de Tuvalu.
La capital de Tuvalu a veces es mencionada solo como Fongafale o Vaiaku, sin embargo, el atolón de Funafuti en su conjunto es oficialmente la capital.

### Distrito electoral
Funafuti es uno de los ocho distritos electorales en Tuvalu, y elige a dos miembros del Parlamento. Después de las elecciones generales de 2010, sus representantes actuales son Kausea Natano y Kamuta Latasi. Ambos fueron exitosamente reelectos.
Resultados de las elecciones de 2010
| Candidato     | Votos | Porcentaje | Resultado |
| ------------- | ----- | ---------- | --------- |
| Kausea Natano | 436   | 42%        | Electo    |
| Kamuta Latasi | 302   | 29%        | Electo    |
| Samuelu Teo   | 289   | 28%        |           |

## Economía

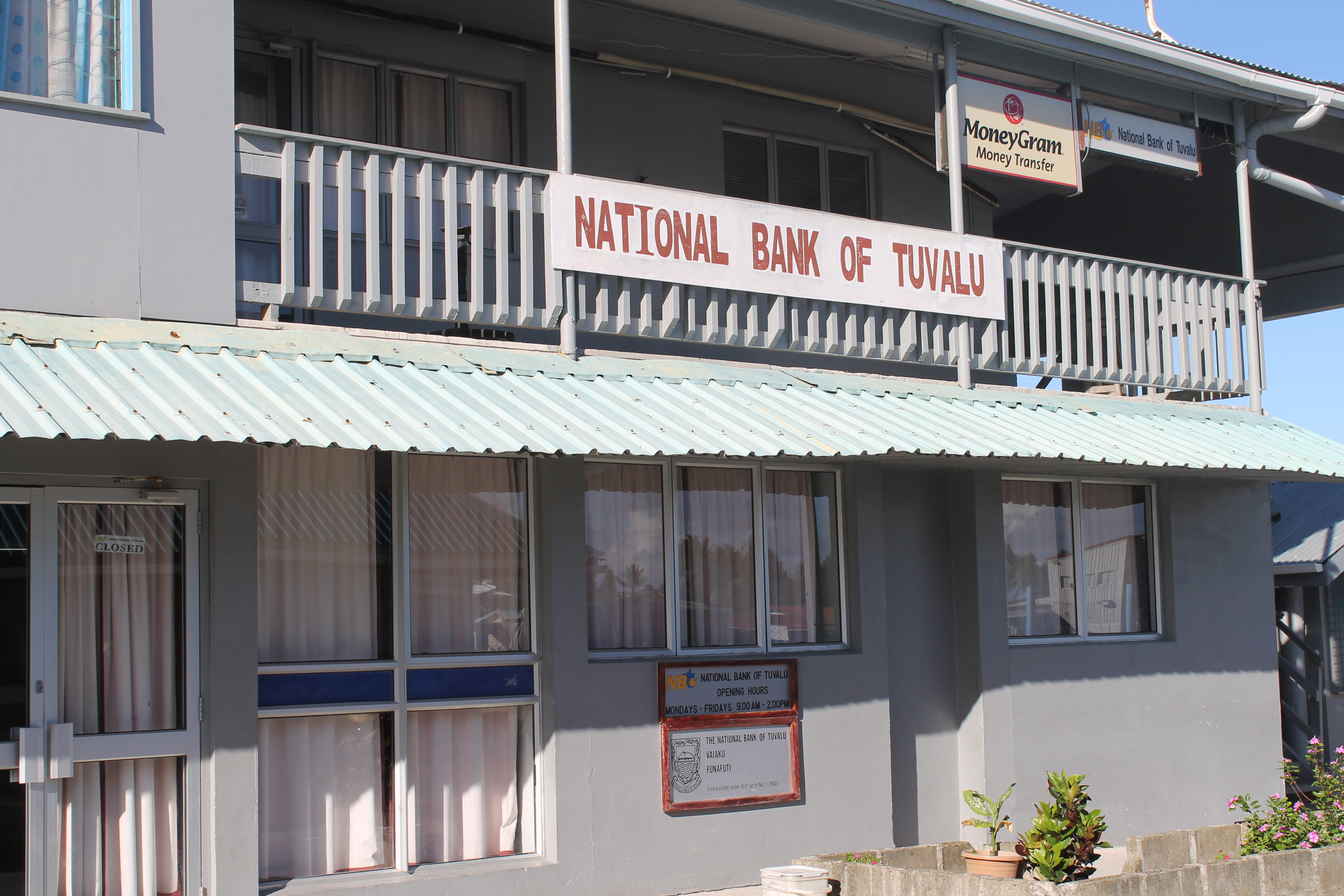
Sede del Banco Nacional de Tuvalu.

En 2000, Tuvalu y su capital Funafuti recibieron una suma importante de dinero (50 millones de dólares en 12 años) tras la cesión de la licencia del dominio .tv, que le había sido concedida un año antes por la Unión Internacional de Telecomunicaciones para su uso de Internet, El Gobierno de Tuvalu posee el 20% de la empresa que gestiona el dominio.tv.
La venta de sellos postales, principalmente destinado al coleccionismo, es también una importante fuente de ingreso para su economía. Debido a la lejanía del atolón, el turismo no aporta muchos ingresos, se estima que un centenar de turistas visita anualmente Tuvalu, casi todos los visitantes son los funcionarios de gobierno, trabajadores, organizaciones no gubernamentales, funcionarios o consultores.

## Cultura

### Sitios de interés
El edificio más famoso es la Iglesia de Tuvalu, y, entre otras atracciones, se encuentran los restos de unos aviones estadounidenses que se estrellaron en Funafuti durante la Segunda Guerra Mundial, cuando las fuerzas estadounidenses usaron Funafuti durante la defensa de la Islas Gilbert y las Islas Marshall. La isla más grande es Fongafale donde hay cuatro ciudades, en Vaiaku se encuentra el parlamento "Fake En Fono", que pertenece a Fongafale. Aunque Vaiaku es referida a veces como la capital del país, oficialmente la capital del país es el atolón.

### Gastronomía
El Pulaka (a veces llamado de taro) es la principal fuente de hidratos de carbono, se cultiva en grandes fosas por debajo de la capa natural del suelo. El pescado es la principal fuente de proteínas. El pan y los plátanos son platos suplementarios. Por último, el coco es utilizado por sus jugos en bebidas y alimentos para hacerlas más sabrosas. Se suele comer carne de cerdo con fateles.

### Música
El estilo de música más famoso y también de baile es el fatele, está influenciado por melodías y armonía. Pero los dos principales bailes tradicionales de Tuvalu son los fakanu y fakaseasea. De éstas, la fakanu ha desaparecido, aunque sobrevive la fakaseasea, realizada únicamente por personas mayores.

## Área de Conservación de Funafuti
En junio de 1996, el Área de Conservación de Funafuti fue creado a lo largo del borde occidental del atolón, comprendiendo seis islotes. Posee un área de 33 km², comprende el 20% de los arrecifes de Funafuti e incluye arrecifes, lagunas, canales, océano y hábitats. Los seis islotes están deshabitados, por lo que el bosque latifoliado nativo y sus playas de arena de coral se encuentran dentro del área protegida y es también hogar de los cangrejos de coco, aves marinas y tortugas. Una variedad de peces de colores se puede ver fácilmente a través de la laguna azul claro, mientras que los arrecifes de coral proporcionan una excelente "snorkeling" para el buceo. Los islotes contienen dentro del área un 40% de los bosques nativos de hoja ancha, allí se albergan importantes poblaciones de aves marinas y en el lugar las tortugas verdes pueden anidar.
La superficie terrestre de los seis islotes del área de conservación es de 8 hectáreas (0,08 km²). Los islotes en el área de conservación, de norte a sur, con área estimada en hectáreas:
- Tepuka Vilivili: 3 hectáreas
- Fualopa: 2 hectáreas
- Fuafatu: 0,2 hectáreas
- Vasafua: 0,5 hectáreas
- Fuakea: 1,5 hectáreas
- Tefala: 1 hectárea

El acceso al Área de Conservación de Funafuti es por bote; se encuentra a 15 kilómetros de Fongafale, cruzando la laguna del atolón.

## Educación y salud

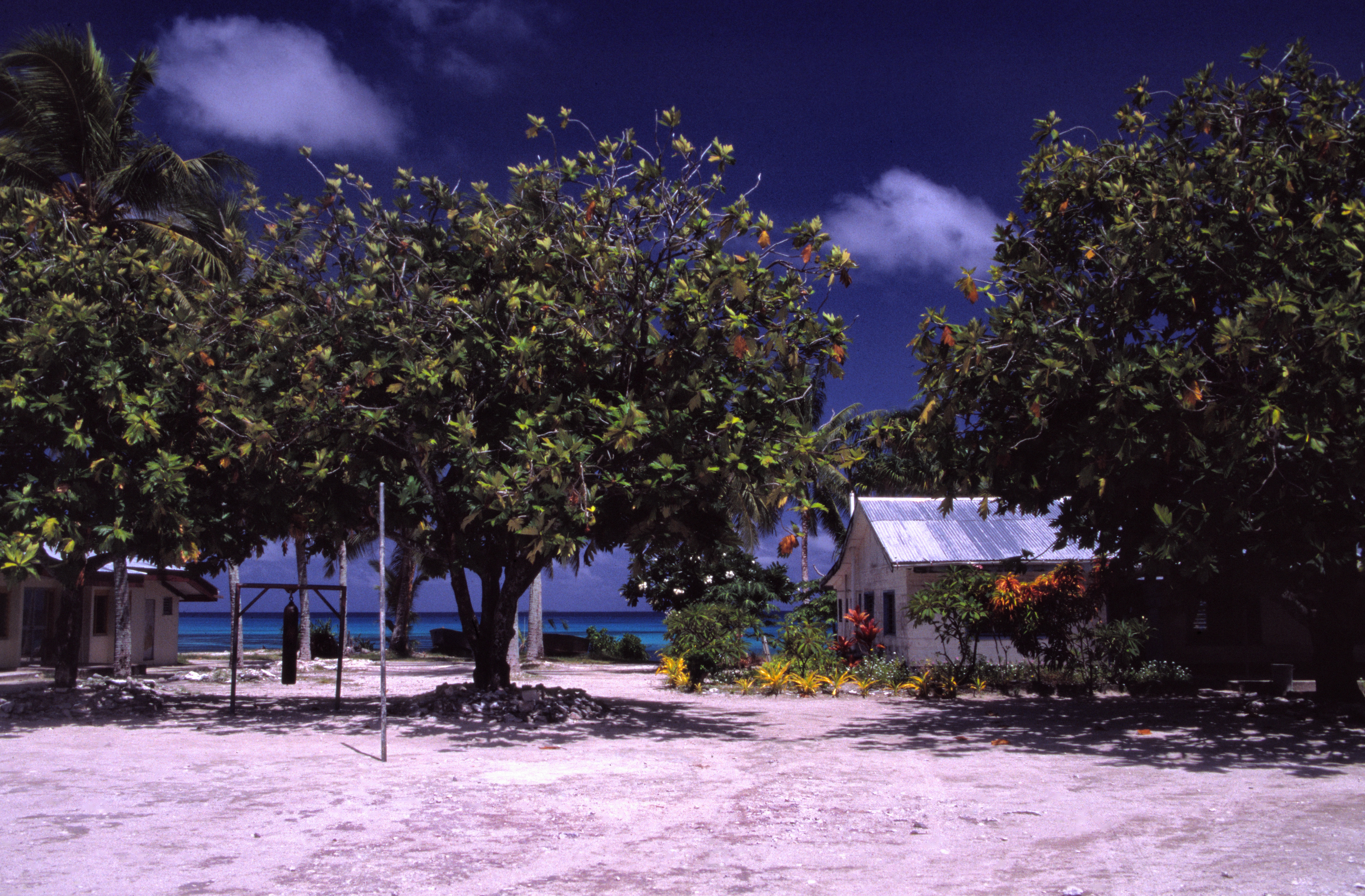
Una escuela en Funafuti.

Existen dos escuelas primarias, la Escuela Primaria Nauti y la Escuela Primaria Adventista del Séptimo Día. La Iglesia de Tuvalu opera la Escuela Secundaria Fetuvalu. El Centro de Extensión de la Universidad del Pacífico Sur en Funafuti opera un programa para que los alumnos que logren cumplir con ciertos requerimientos puedan continuar sus estudios terciarios fuera de Tuvalu. El Instituto de Entrenamiento Marítimo de Tuvalu está ubicado en el islote Amatuki.
En Funafuti se encuentra también la Biblioteca y Archivo Nacional de Tuvalu, que posee libros y documentos que sobrevivieron de la administración colonial, así como los archivos del gobierno de Tuvalu.
El Hospital Princesa Margarita es el único hospital existente en Tuvalu. Provee los servicios médicos para todas las islas del país, y cuenta con 50 camas.

## Medios de comunicación

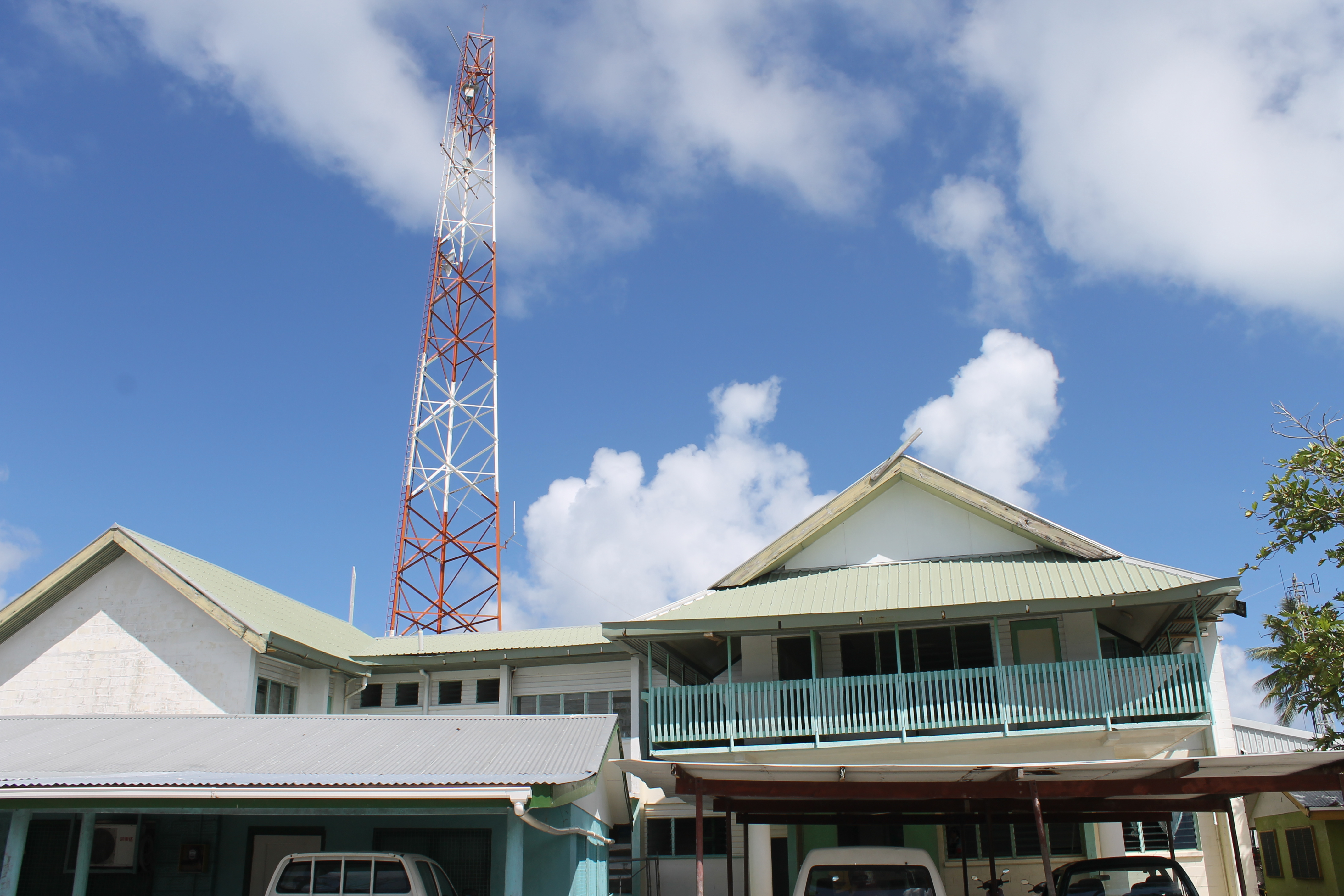
Oficina de telecomunicación para Tuvalu.

Prácticamente todos los medios de comunicación tuvaluanos tienen sus oficinas en la capital. Funafuti es la sede de Tuvalu Media Corporation, la organización pública de radiodifusión de Tuvalu. Posee una radioemisora en FM y otra en AM.
El principal periódico editado en Funafuti es Tuvalu Echoes, fundado en 1984 y publicado de manera quincenal en inglés y tuvaluano.

## Transporte

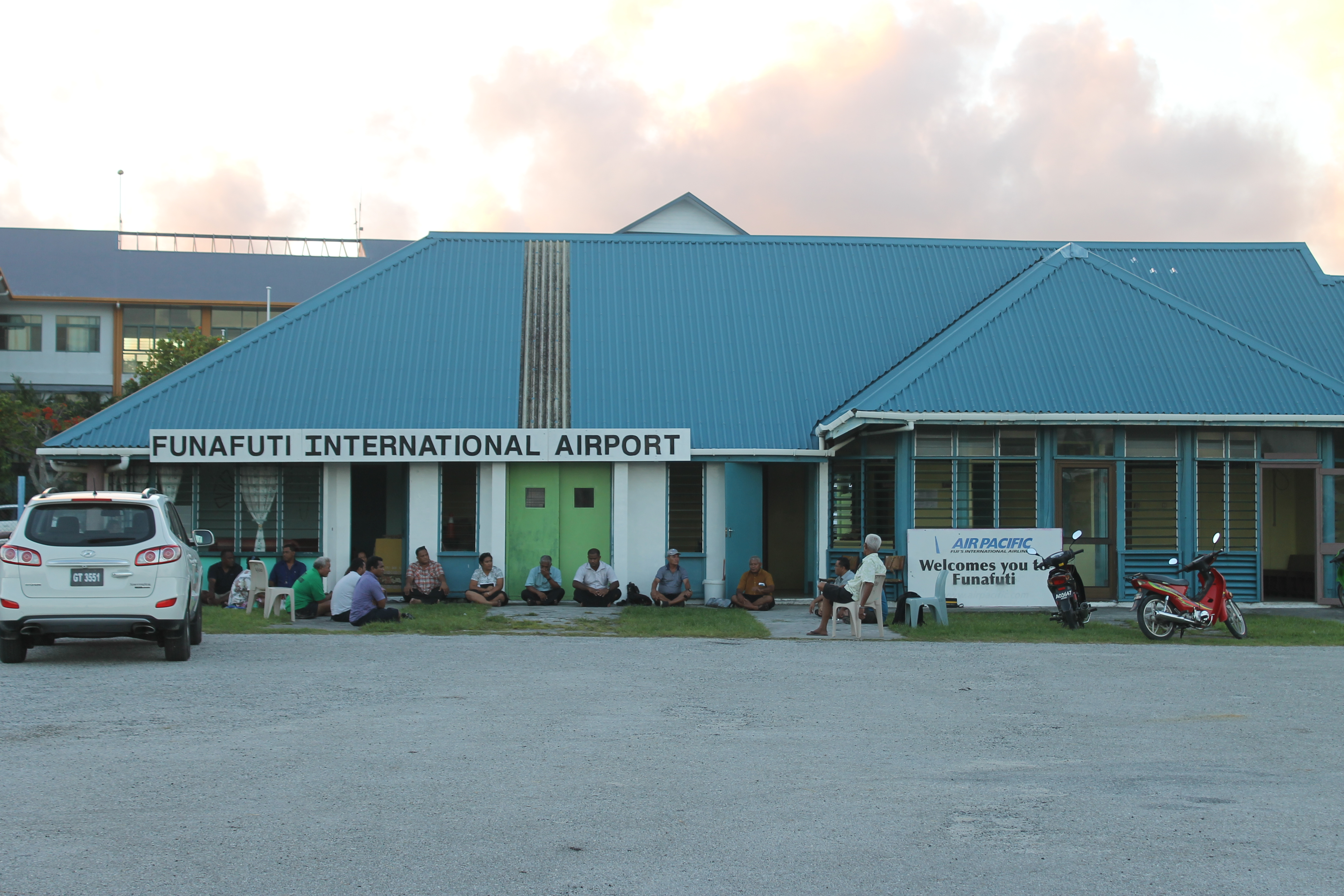
Terminal del Aeropuerto Internacional de Funafuti.

El Aeropuerto Internacional de Funafuti se encuentra ubicado en la capital tuvaluana. Los vuelos están disponibles dos veces a la semana hacia Suva a través de Pacific Sun, la aerolínea regional de Fiji Airways. Pacific Sun opera turbopropulsores ATR 42-500 de 42 asientos entre Suva y Funafuti. El código del aeropuerto de Funafuti es FUN.
Dado que Funafuti es un atolón, los barcos de carga pueden ingresar a la laguna y atracar en las dependencias portuarias de Fongafale.

## Deportes

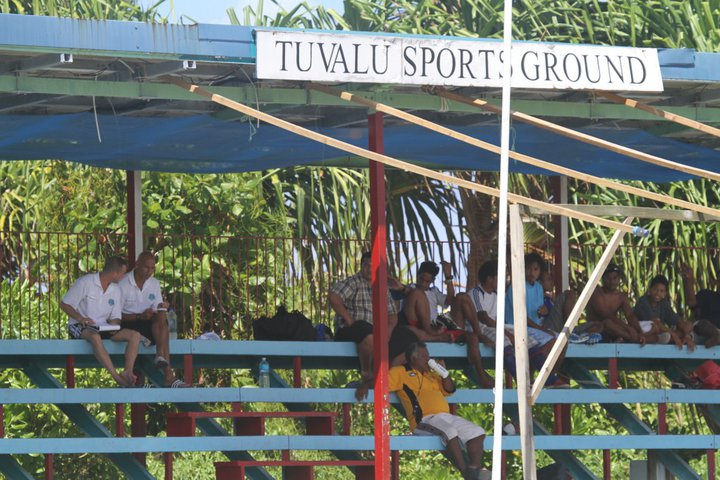
Estadio Deportivo de Tuvalu.

Uno de los mayores eventos deportivos de Funafuti es el "Festival Deportivo del Día de la Independencia", realizado anualmente en Fongafale cada 1 de octubre. El evento deportivo más grande del país son los Juegos de Tuvalu, que son realizados cada año desde 2008 con equipos provenientes de cada una de las islas.
El fútbol es el deporte más practicado en el atolón. Dos equipos de la División-A, primera división del país, provienen de Funafuti, estos son el Nauti FC y el Football Club Tofaga. Además, en la capital tuvaluana existe el único estadio que permite la práctica del deporte, el Estadio Deportivo de Tuvalu, donde se disputan todas las competiciones y entrena la selección de fútbol de Tuvalu, que compite en los Juegos del Pacífico.

## Galería

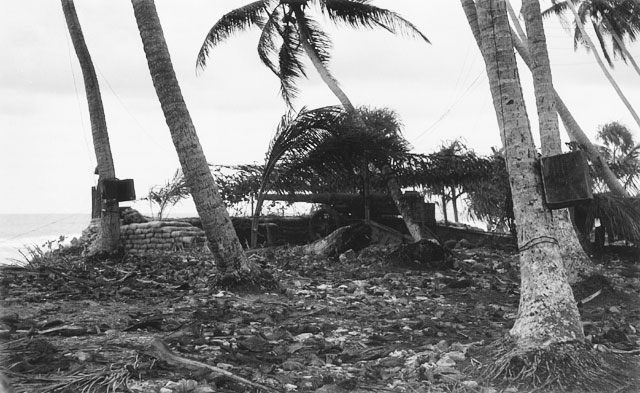
Ametralladora instalada en la costa.
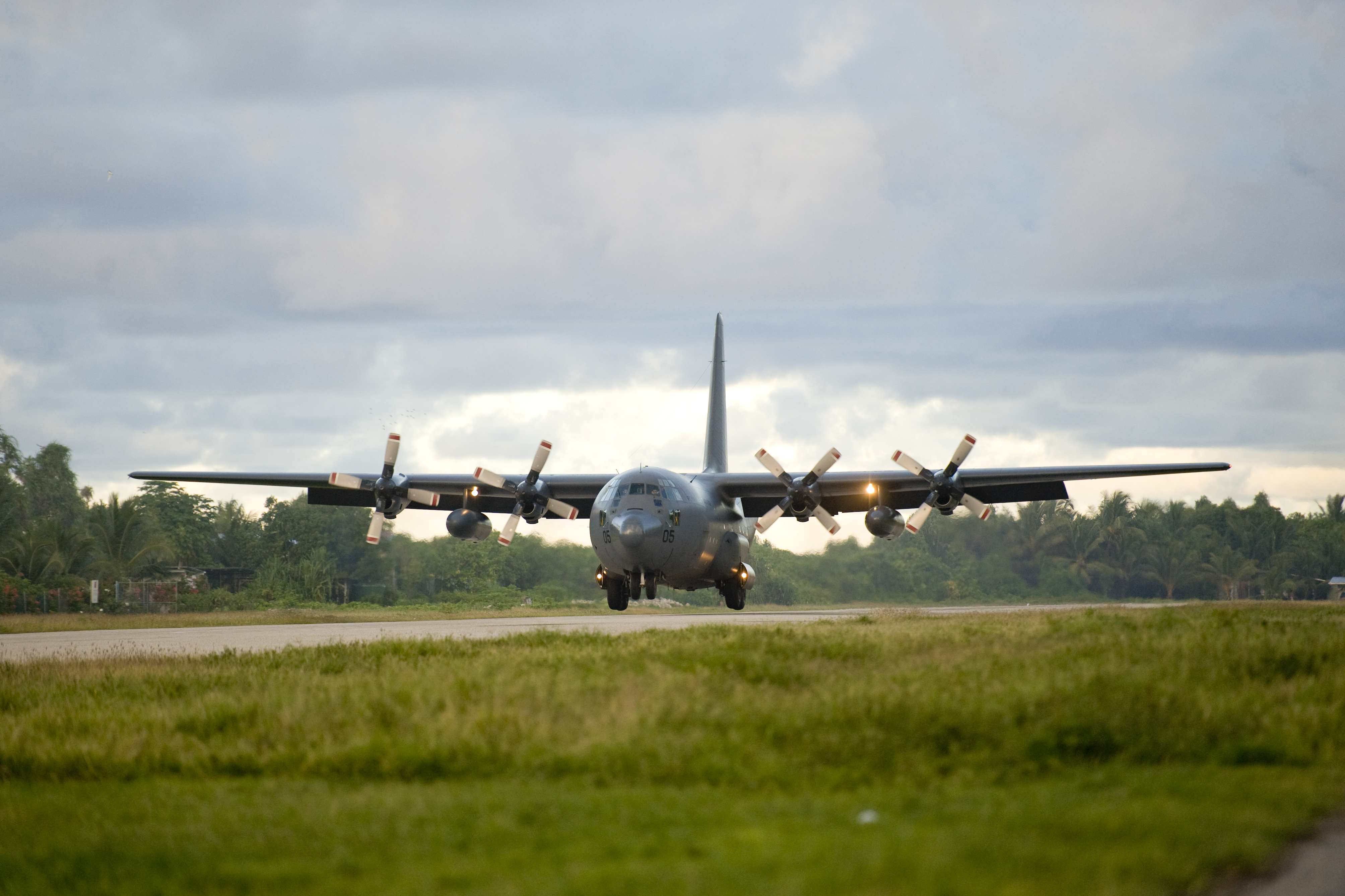
Avión Hercules neozelandés aterrizando en el Aeropuerto Internacional de Funafuti.
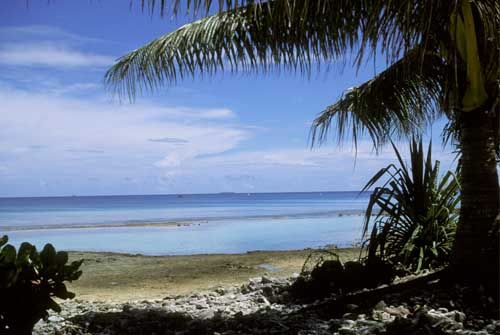
Playa en Fongafale.
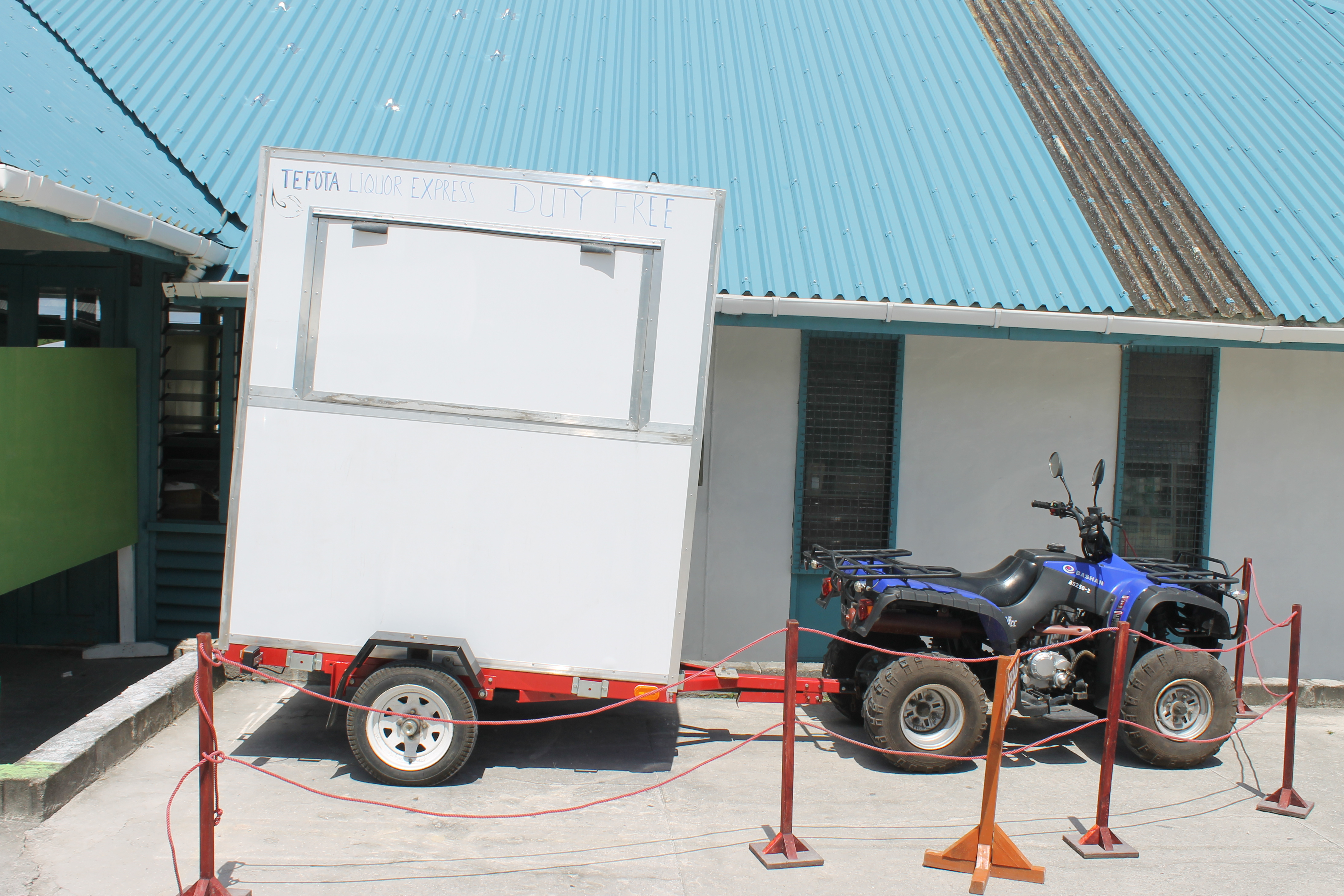
Duty free del Aeropuerto Internacional de Funafuti.
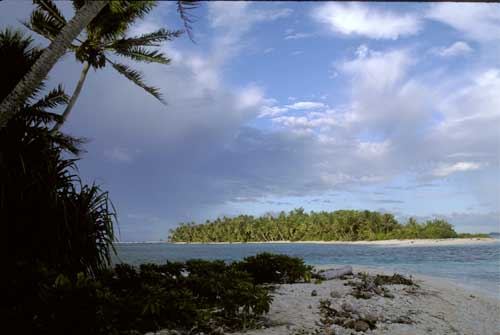
Islote Fualifeke.
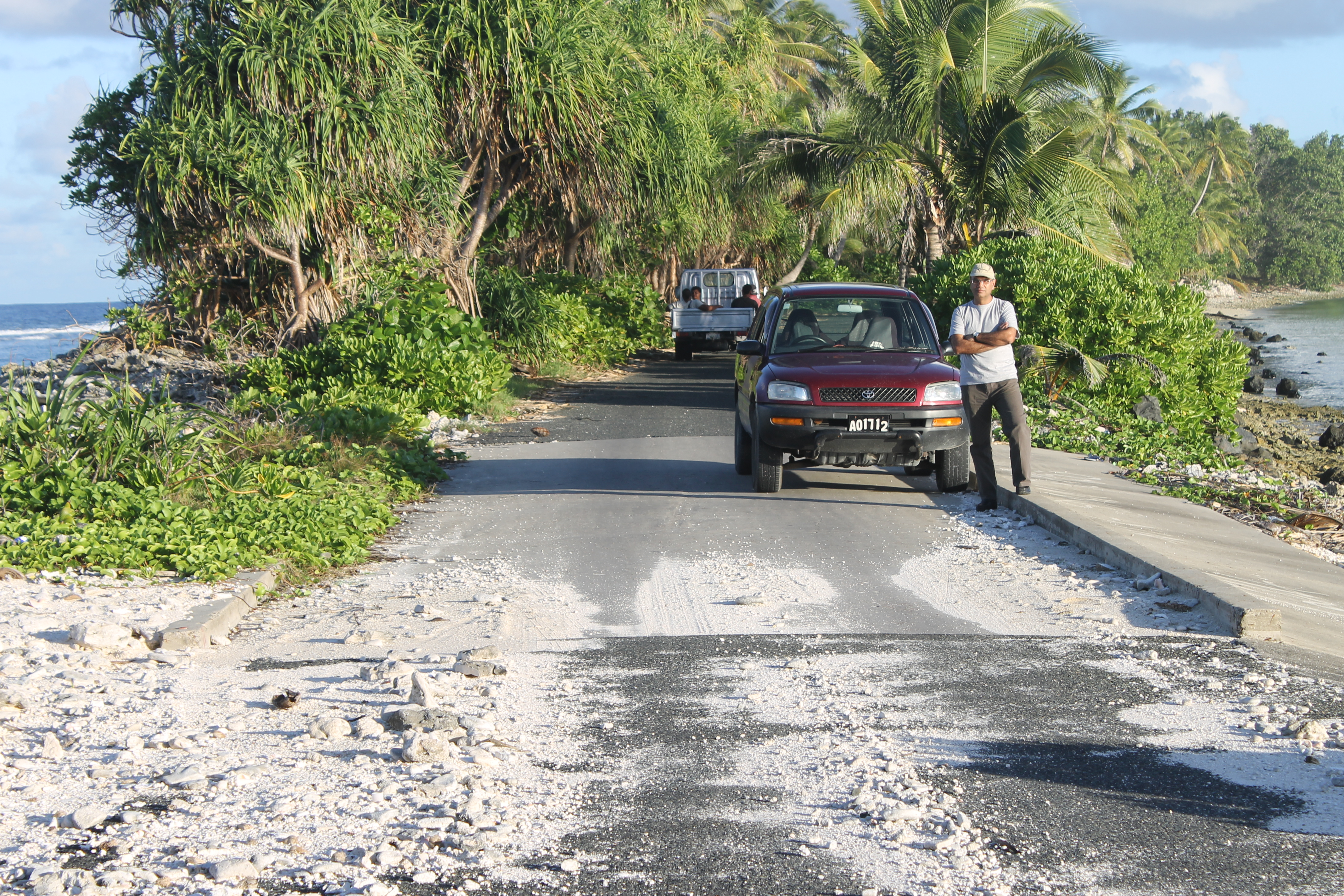
Zona más estrecha de Funafuti.
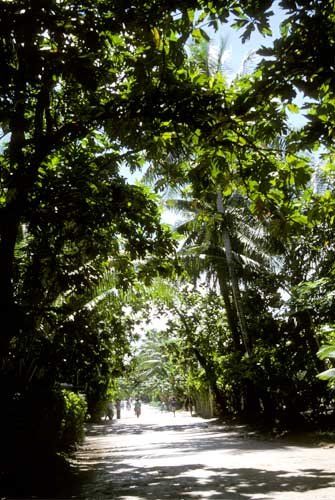
Calle principal de Funafuti.
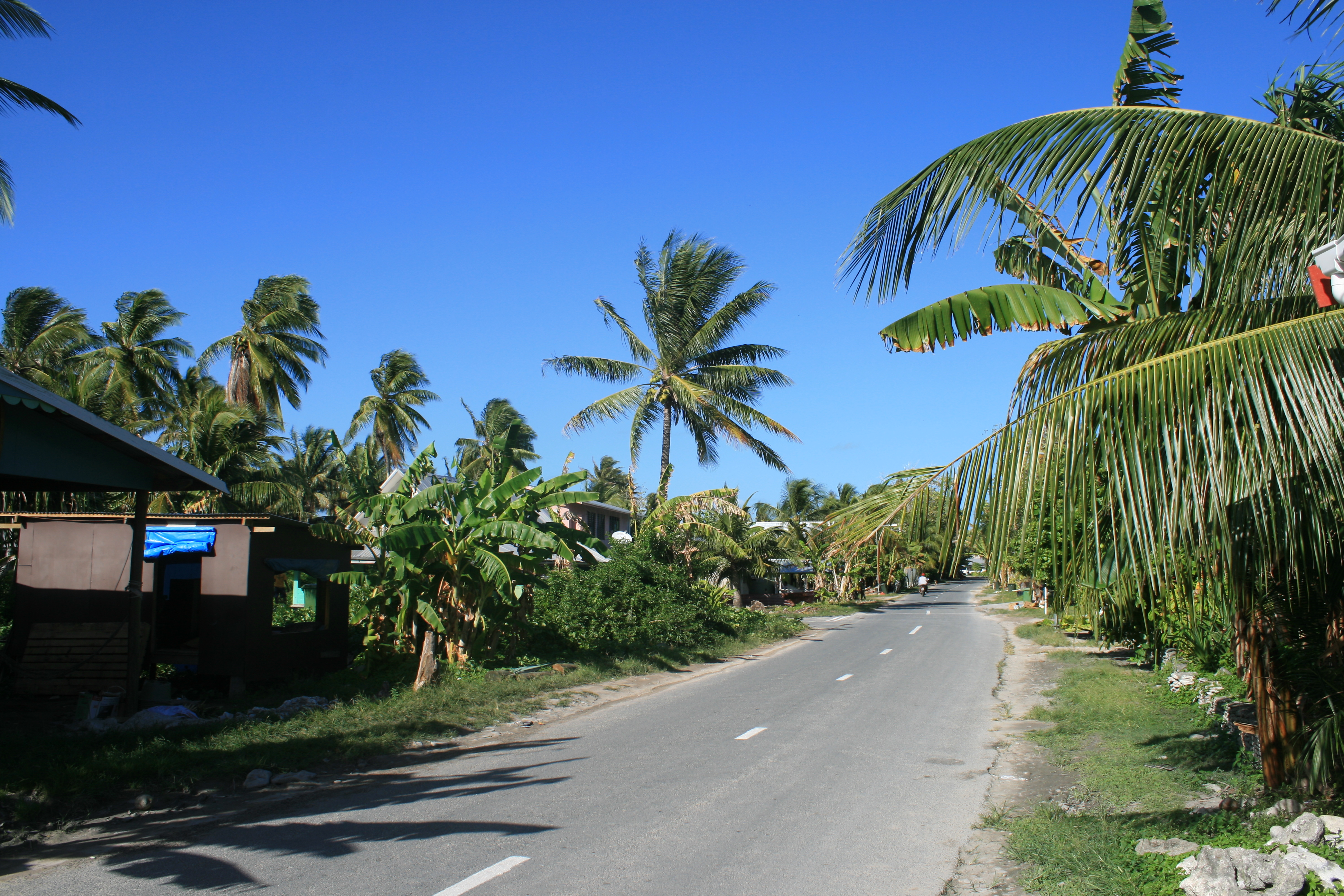
Calle principal de Funafuti, vista hacia el sur.
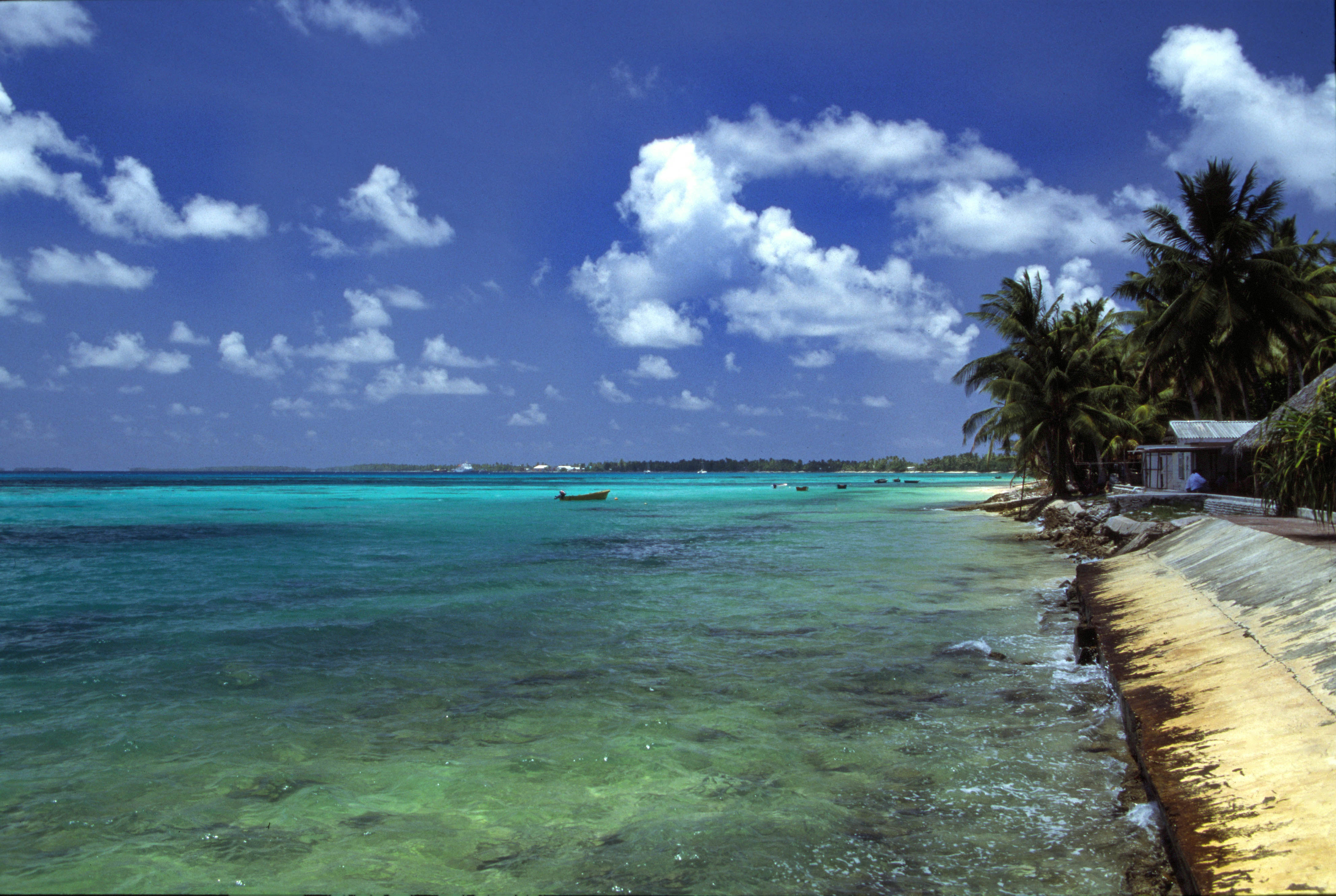
Playa en Funafuti.
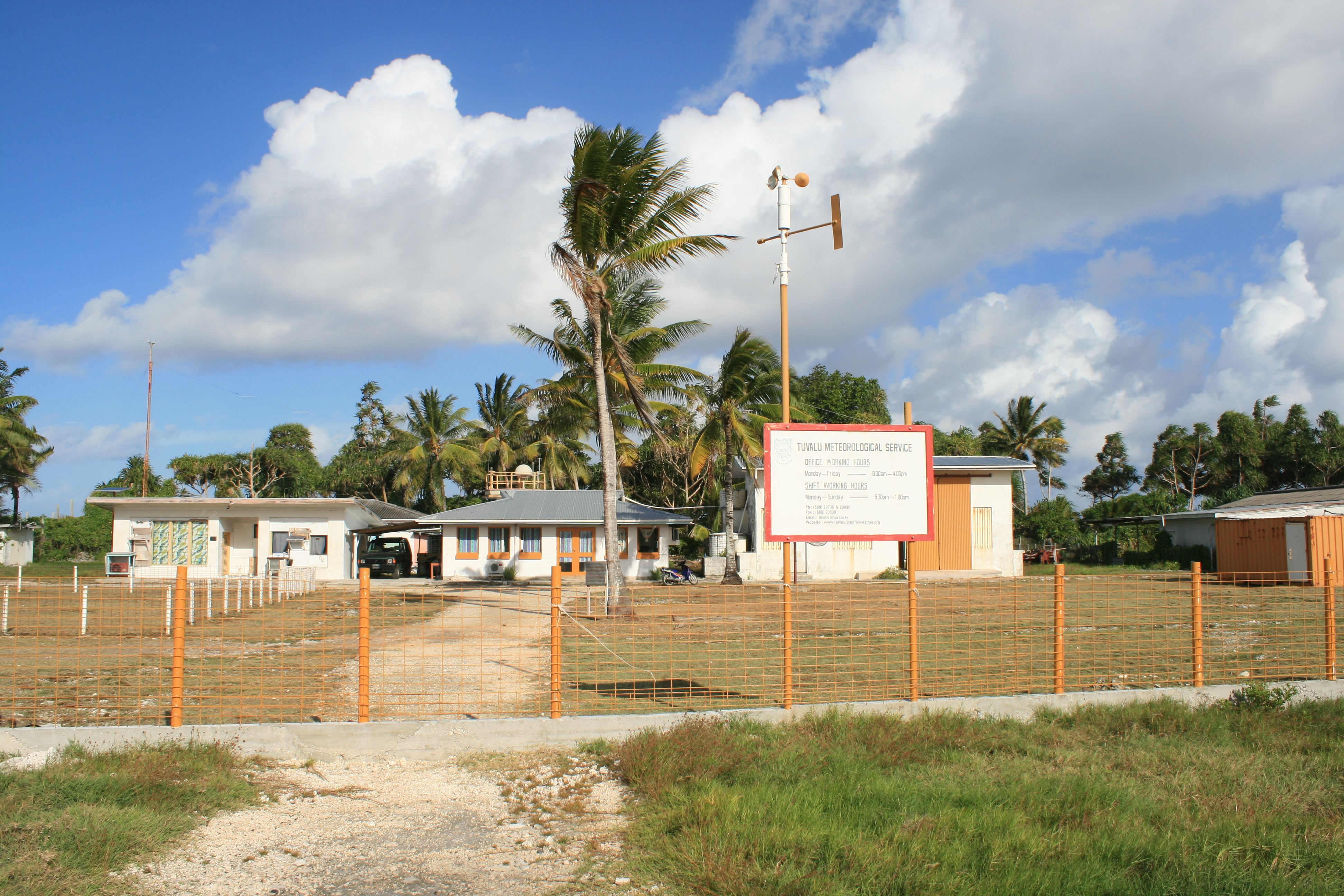
Servicio Meteorológico de Tuvalu.
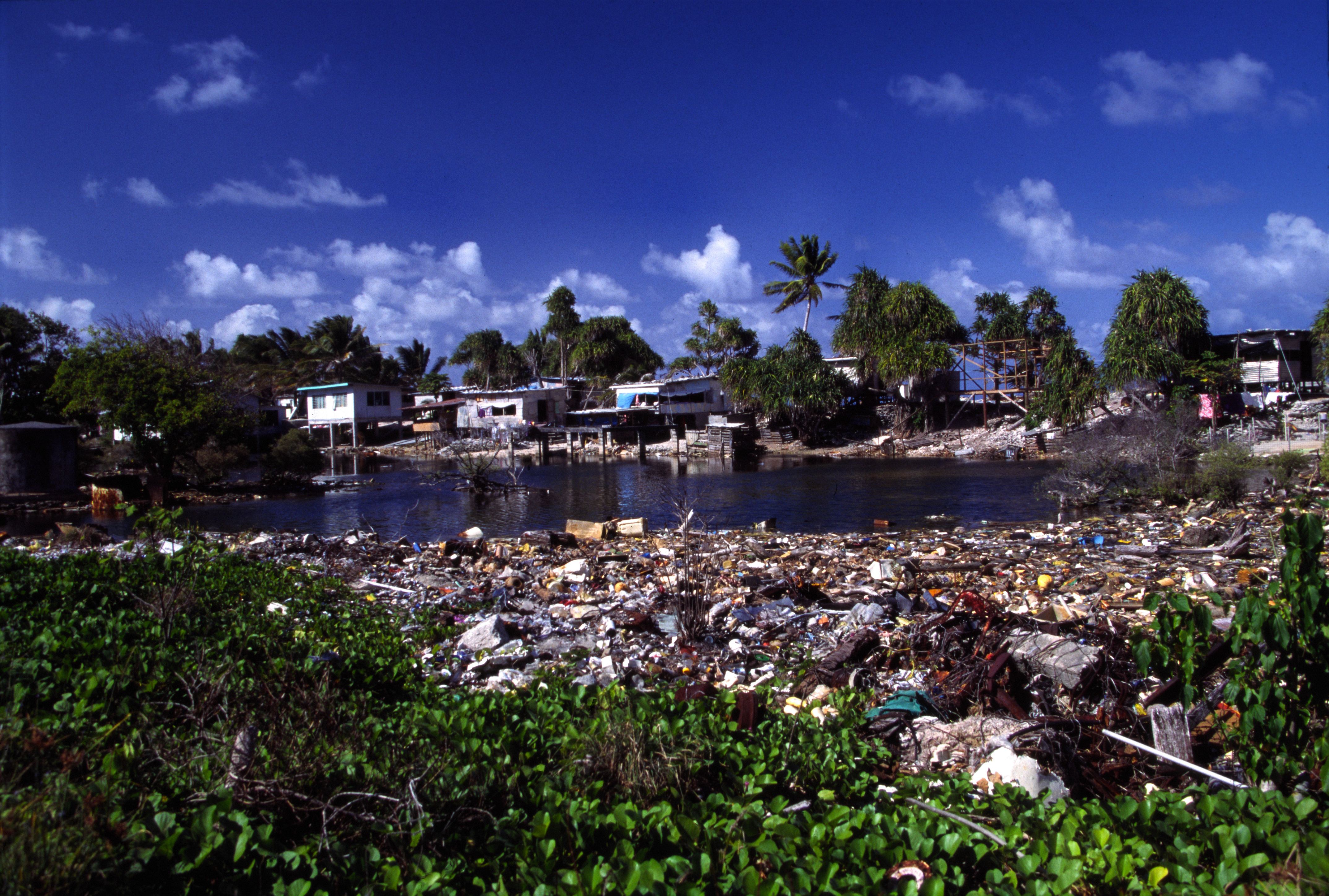
Vertedero en Funafuti.
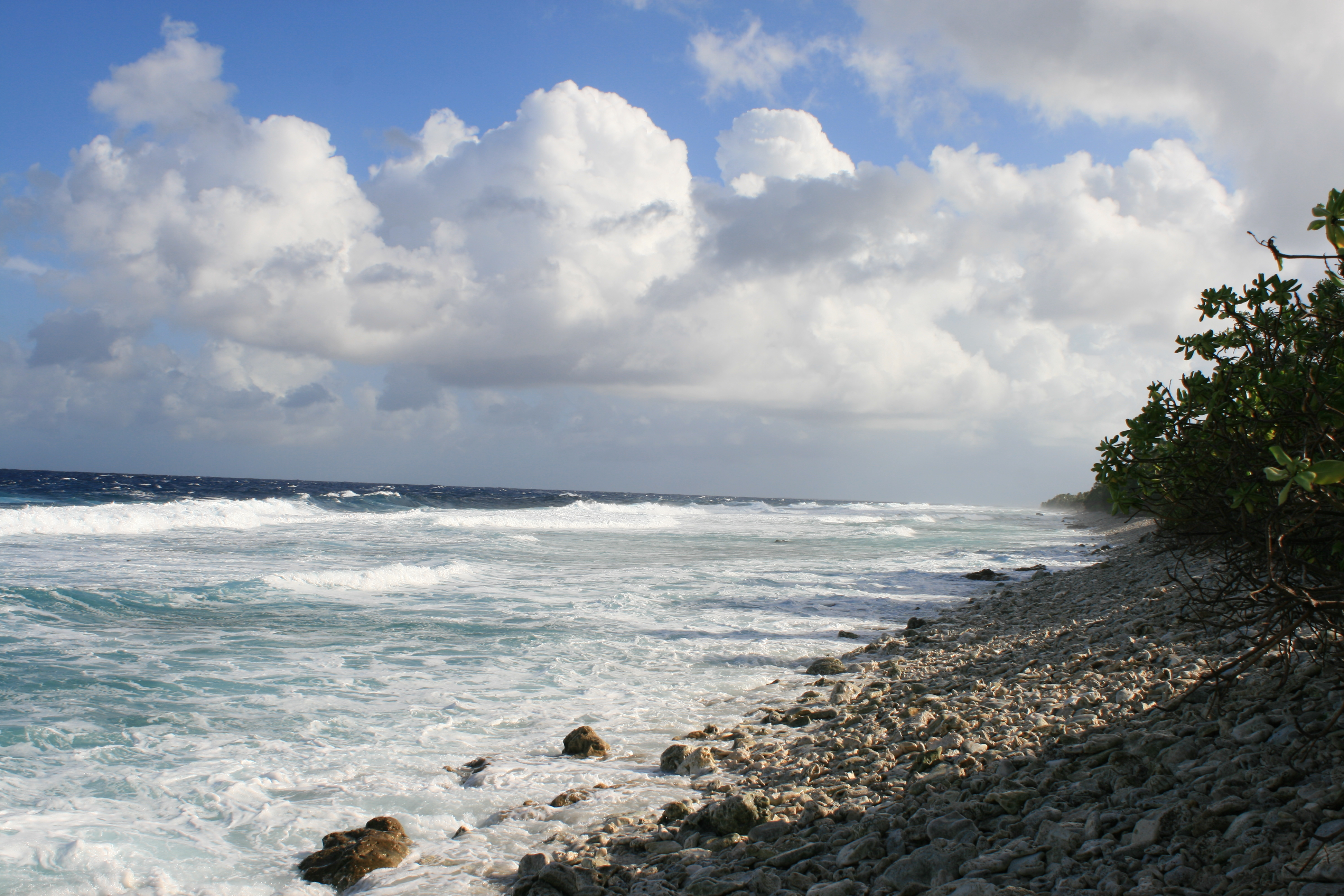
Costa de Funafuti hacia el océano Pacífico.